# У дзеркалі
«У дзеркалі» (перс. آینه‌های روبرو, транслітерація: Aynehaye Rooberoo) — іранський фільм-драма 2011 року, поставлений режисеркою Неґар Азарбайджані. Прем'єра стрічки відбулася 11 вересня 2011 року на Монреальському міжнародному кінофестивалі. Фільм брав участь в основній конкурсній програмі 41-го Київського міжнародного кінофестивалю «Молодість» 2011 року та отримав Особливу відзнаку від екуменічного журі .

## Сюжет
Рана — наївна, набожна і віддана традиціям жінка, яка через несправедливий арешт чоловіка, вимушена працювати таксисткою, щоб вижити. Адіне — заможна трансґендерка з бунтарською вдачею, яка втекла з дому, щоб уникнути примусового шлюбу. Життя Рани й Адіне переплітаються, коли остання опиняється у таксі першої. Двох жінок чекає подорож, сповнена відкриттів і викликів власним віруванням і переконанням.

## У ролях
| Шаєсте Ірані    | ···· | Адіне (Еді) Толуї |
| Ґазал Шакері    | ···· | Рана              |
| Гомаюн Ершаді   | ···· | містер Толуї      |
| Мар'ям Бубані   | ···· | Акрам             |
| Німа Шарох Шагі | ···· | Емад Толуї        |
| Сабер Абар      | ···· | Садех             |
| Генґаме Ґазяні  | ···· |                   |

## Визнання
| Нагороди та номінації фільму «У дзеркалі» | Нагороди та номінації фільму «У дзеркалі»                    | Нагороди та номінації фільму «У дзеркалі»  | Нагороди та номінації фільму «У дзеркалі» | Нагороди та номінації фільму «У дзеркалі» | Нагороди та номінації фільму «У дзеркалі» |
| Рік                                       | Кінофестиваль/кінопремія                                     | Категорія/нагорода                         | Номінант                                  | Результат                                 | Результат                                 |
| ----------------------------------------- | ------------------------------------------------------------ | ------------------------------------------ | ----------------------------------------- | ----------------------------------------- | ----------------------------------------- |
| 2011                                      | 41-й Київський міжнародний кінофестиваль «Молодість»         | Гран-прі                                   | У дзеркалі                                | Номінація                                 |                                           |
| 2011                                      | 41-й Київський міжнародний кінофестиваль «Молодість»         | Приз екуменічного журі — Особлива відзнака | Негар Азарбаяні                           | Перемога                                  | [ 5 ]                                     |
| 2011                                      | Міжнародний кінофестиваль в Сан-Паулу                        | Найкращий художній фільм                   | У дзеркалі                                | Номінація                                 |                                           |
| 2012                                      | Паризький міжнародний ЛГБТ-кінофестиваль Chéries-Chéris      | Гран-прі                                   | У дзеркалі                                | Перемога                                  | [ 6 ]                                     |
| 2012                                      | Міжнародний ЛГБТ-кінофестиваль в Остіні                      | Найкращий хідожній фільм                   | У дзеркалі                                | Перемога                                  |                                           |
| 2012                                      | ЛГБТ-кінофестиваль «Фреймлайн», Сан-Франциско                | Найкращий фільм                            | У дзеркалі                                | Перемога                                  | [ 7 ]                                     |
| 2013                                      | Паризький кінофестиваль лесбійських та феміністських фільмів | Найкращий фільм                            | У дзеркалі                                | Перемога                                  |                                           |